# سانفورد إم. غرين
سانفورد إم. غرين هو قاضي وسياسي أمريكي، ولد في 30 مايو 1807، وتوفي في 13 أغسطس 1901. انتخب عضو مجلس ولاية ميشيغان ‏.